# Jonas Gustavsson
Jonas Gustavsson (ur. 24 października 1984 w Danderyd) – szwedzki hokeista, reprezentant Szwecji, dwukrotny olimpijczyk.

## Kariera
- AIK U16 (1999-2000)
- AIK J18 (2000-2002)
- AIK J20 (2002-2005)
- AIK Ishockey (2003-2007)
- Färjestad BK (2007-2009)
- Skåre BK (2007)
- Toronto Maple Leafs (2009-2012)
  -  Toronto Marlies (2010)
- Detroit Red Wings (2012-2015)
  -  Grand Rapids Griffins (2012/2013, 2014/2015)
- Boston Bruins (2015-2016)
- Edmonton Oilers (2016/2017)
  -  Bakersfield Condors (2016/2017)
- Linköpings HC (2017-2020)

Wychowanek klubu Stocksunds IF. Od lipca 2012 zawodnik Detroit Red Wings, związany dwuletnim kontraktem. Od października 2015 zawodnik Boston Bruins. Od lipca 2016 zawodnik Edmonton Oilers. W maju 2017 przeszedł do Linköpings HC, gdzie w kwietniu 2019 przedłużył kontrakt. Po rozegraniu tam trzech sezonów w listopadzie 2020 ogłoszono zakończenie przez niego kariery.
Uczestniczył w turniejach mistrzostw świata w 2009, 2010 oraz zimowych igrzysk olimpijskich 2010, 2014.

## Sukcesy

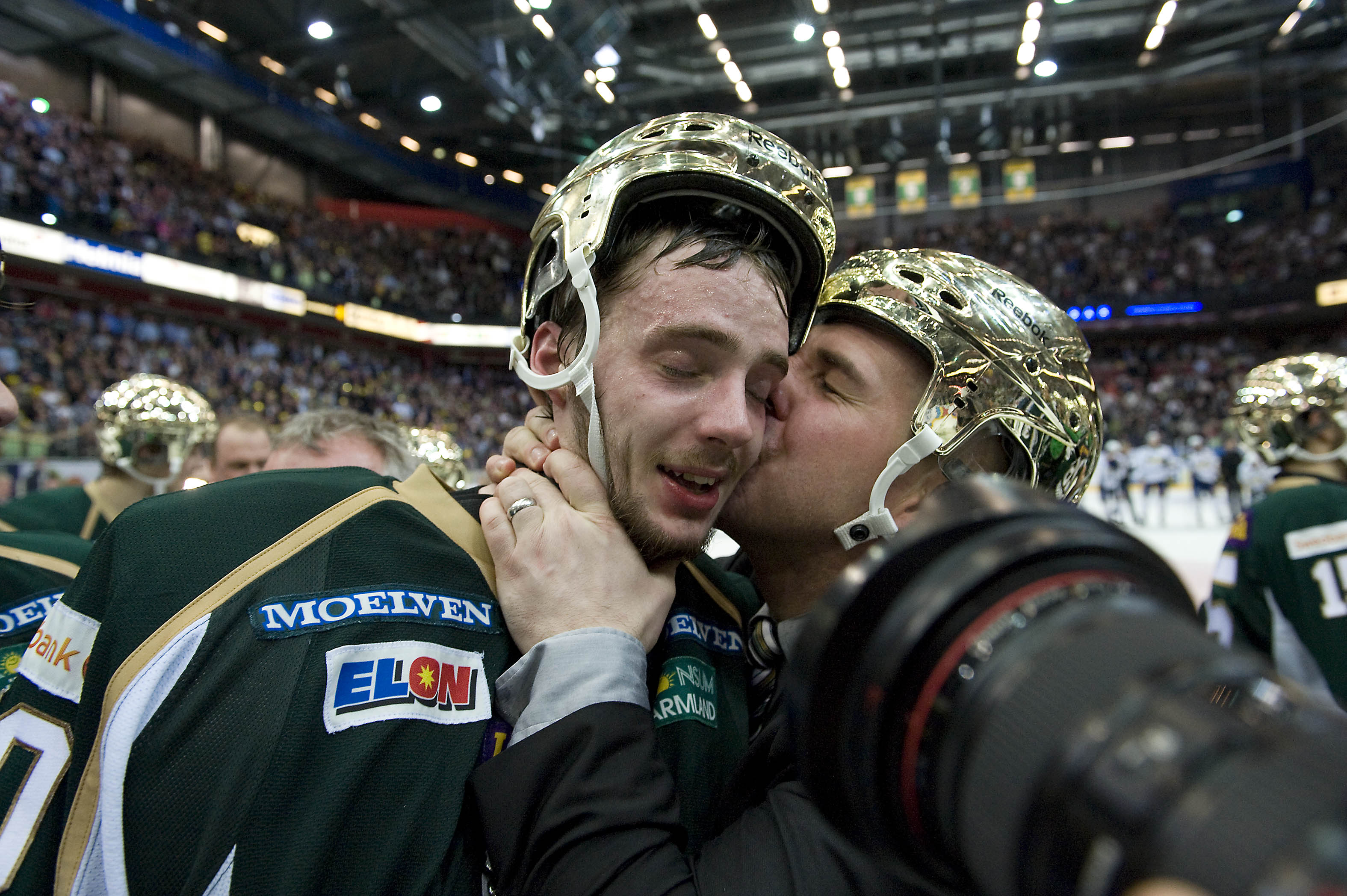
Jonas Gustavsson (z lewej) po zdobyciu mistrzostwa Szwecji z Färjestad (2009). Obok trener bramkarzy, Erik Granqvist

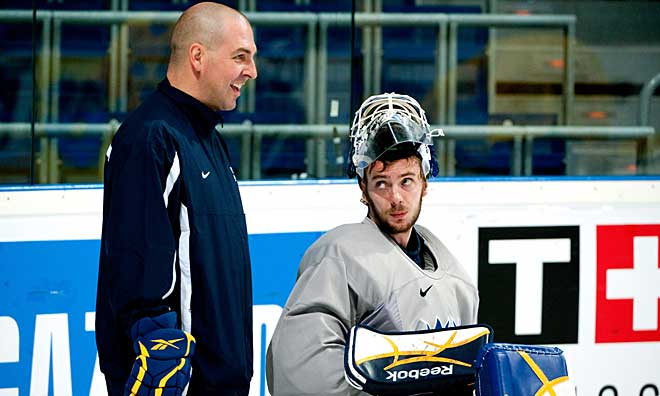
Jonas Gustavsson (z prawej) podczas treningu (2010). Obok Erik Granqvist

Reprezentacyjne
- Brązowy medal mistrzostw świata: 2009, 2010
- Srebrny medal zimowych igrzysk olimpijskich: 2014

Klubowe
- Złoty medal Division 1: 2005 z AIK
- Awans do Allsvenskan: 2005 z AIK
- Złoty medal mistrzostw Szwecji: 2009 z Färjestad

Indywidualne
- Elitserien (2008/2009):
  - Pierwsze miejsce w klasyfikacji średniej goli straconych na mecz
  - Pierwsze miejsce w klasyfikacji skuteczności interwencji
  - Guldpucken (Złoty Krążek) - nagroda dla najlepszego zawodnika sezonu
  - Skład gwiazd
- Mistrzostwa Świata w Hokeju na Lodzie 2009/Elita:
  - Jeden z trzech najlepszych zawodników reprezentacji
- Mistrzostwa Świata w Hokeju na Lodzie 2010/Elita:
  - Jeden z trzech najlepszych zawodników reprezentacji